# Palais Flemming-Sulkowski

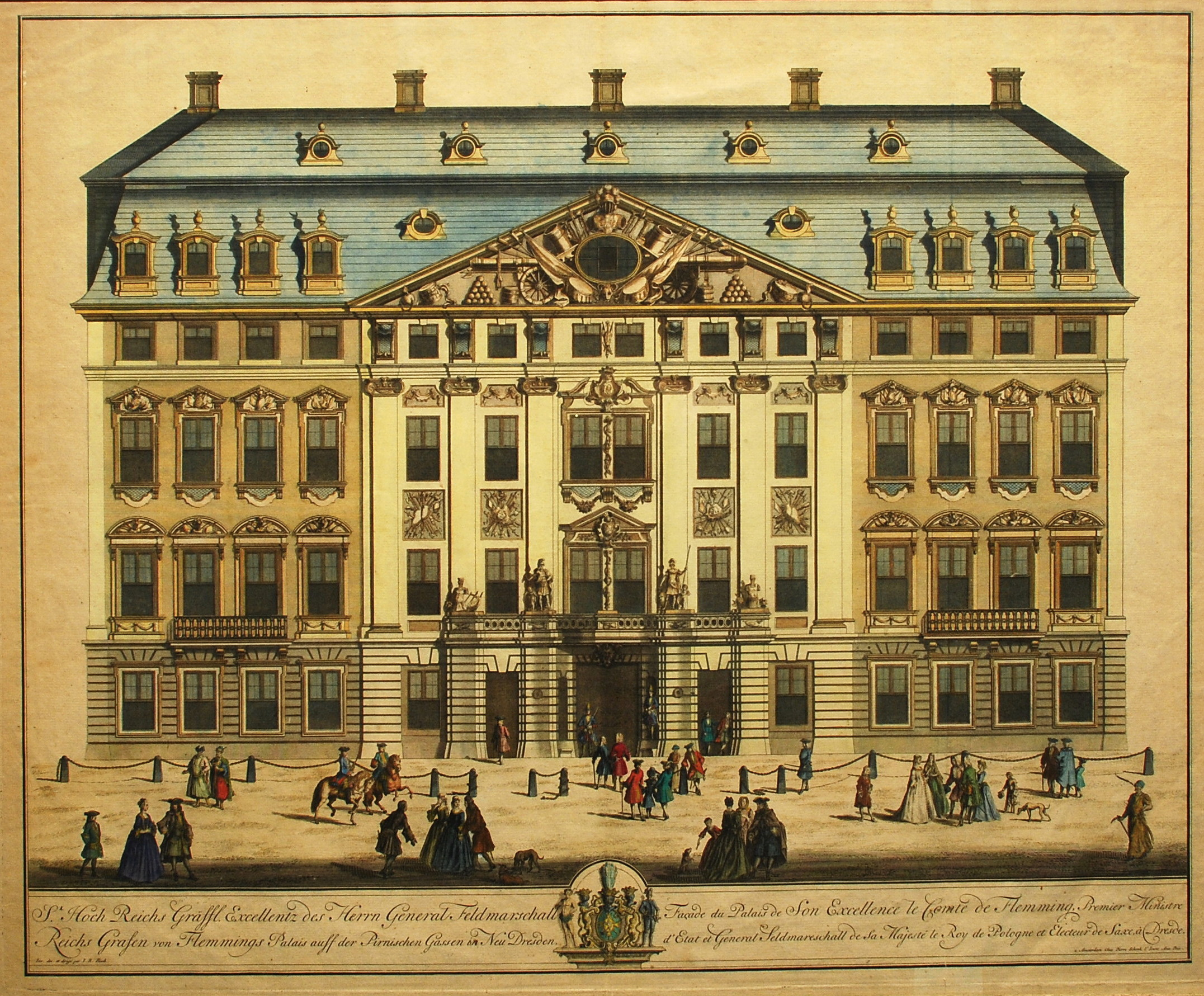
Palais Flemming

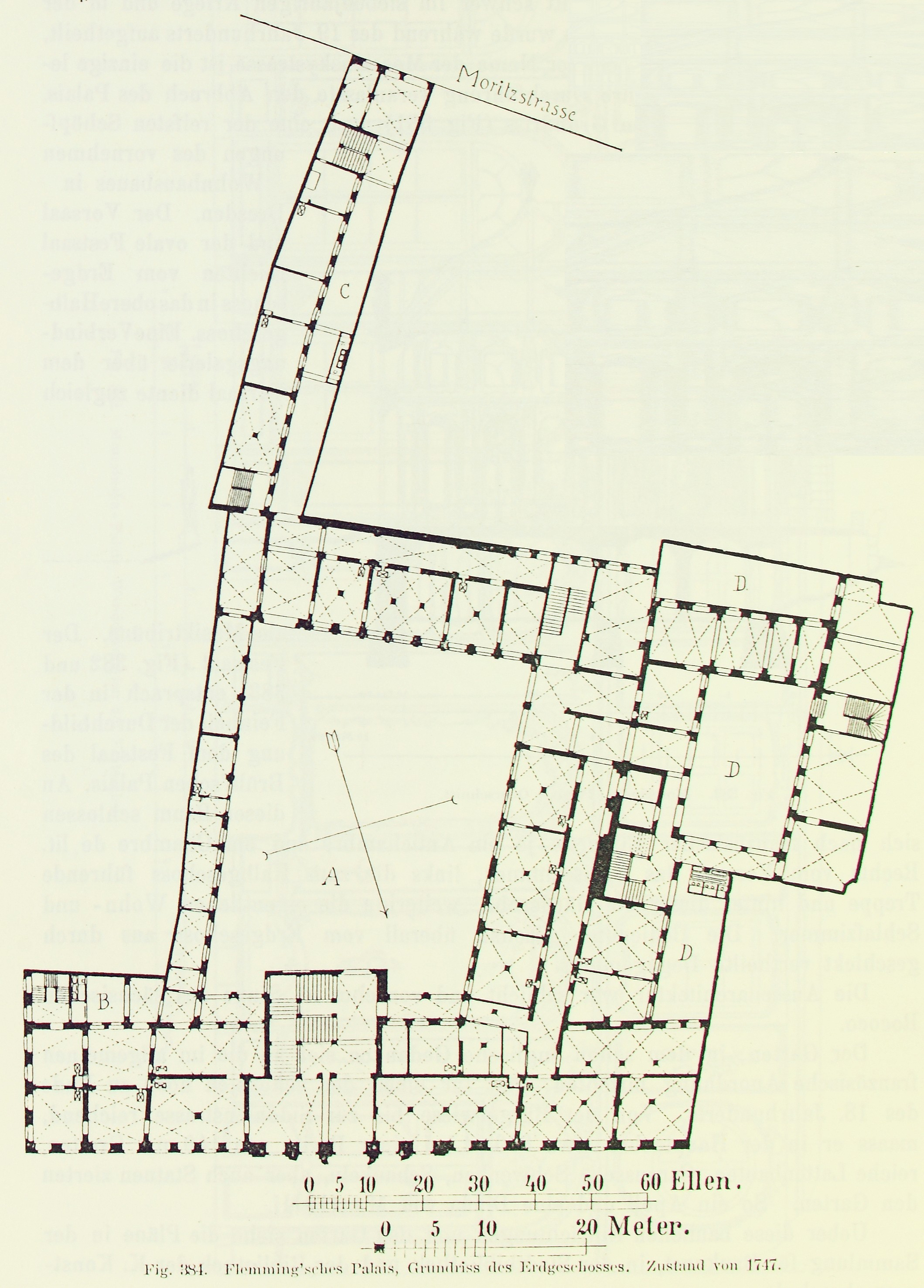
Grundriss des Erdgeschosses. Zustand von 1747

Das Palais Flemming-Sulkowski war ein barockes Stadtpalais in Dresden. Es stand an der Inneren Pirnaischen Gasse, der heutigen Landhausstraße.

## Baubeschreibung
Das Palais war viergeschossig und an der Frontseite 14-achsig. Diese Schauseite war mit einem Mittelrisalit und Dreiecksgiebel sowie mit Pilastern und Reliefs reich gegliedert.

## Geschichte
Das Gebäude wurde 1704 zur Zeit des Dresdner Barock für Oberhofmarschall August Ferdinand von Pflugk am Standort eines ehemaligen Bürgerhauses errichtet. In dem abgetragenen Haus lebte unter anderem Paulus Luther, der Leibarzt von Kurfürst August. Architekt des Palais war Johann Rudolph Fäsch.
Im Jahr 1714 erwarb Generalfeldmarschall Jacob Heinrich von Flemming das Palais. Er ließ es erweitern und mit einem prächtigen Treppenhaus ausstatten. Der Hof wurde mit Arkaden, einem Brunnen sowie einer künstlichen Grotte geschmückt. Ein angebauter Flügel hatten einen Zugang zur Moritzstraße. 
Nachdem sich der Klaviervirtuose Louis Marchand einem geplanten Wettstreit mit Johann Sebastian Bach entzog, gab Bach 1717 ein Konzert im Palais.
Im Jahr 1724 kam das Palais in kurfürstlichen Besitz, bereits 1726 erwarb es Flemming erneut. Nachdem Kurfürst August der Starke das Palais 1728 wiederum erworben hatte, schenkte er es August Christoph von Wackerbarth. Nach Wackerbarths Tod wurde Alexander Joseph von Sulkowski 1736 neuer Besitzer. Sulkowski ließ das Palais durch Johann Christoph Knöffel erweitern und umbauen. Im Auftrag des kurfürstlichen Hofes, der das Palais wieder erwarb, baute Knöffel das Palais 1746 bis 1747 als Wohnsitz für die sächsischen Prinzen um. Im Haus befand sich auch das höfische Notenarchiv. Nachdem das Palais 1760 durch den preußischen Beschuss Dresdens während des Siebenjährigen Krieges stark beschädigt worden war, brach man es ab und errichtete ab 1770 an seiner Stelle das Landhaus.